# پیوتر سوبوچینسکی
پیوتر سوبوچینسکی (لهستانی: Piotr Sobociński؛ ‏ ۳ فوریهٔ ۱۹۵۸ – ۲۶ مارس ۲۰۰۱) فیلم‌بردار اهل لهستان و فرزند ویتولد سوبوچینسکی بود. او به خاطر فیلم سه رنگ: قرمز نامزد جایزه اسکار بهترین فیلم‌برداری شد. از دیگر فیلم‌های او می‌توان به عالی‌مقام و غیرمجازها،  اشاره کرد.